# 304. strelska divizija (ZSSR)
304. strelska divizija (izvirno rusko 304. стрелковая дивизия; kratica 304. SD) je bila strelska divizija Rdeče armade v času druge svetovne vojne.

## Zgodovina
Divizija je bila ustanovljena avgusta 1941 in januarja 1943 je bila preoblikovana v 67. gardno strelsko divizijo. Junija istega leta je bila ponovno ustanovljena s preoblikovanjem 43. in 256. strelske brigade. 